# Dreisesselberg
El Dreisesselberg és una muntanya que culmina a 1.664 metres sobre el nivell del mar al massís dels Alps de Berchtesgaden, a la serralada de Latten. El seu nom prové d’un antic trifini (com el Dreisesselberg del bosc de Baviera) entre el comtat de Plain (principat arxiepiscopal de Salzburg), Reichenhall (Baviera) i el Prebostat de Berchtesgaden (immediatesa imperial fins al 1803). La muntanya és una destinació popular per fer senderisme i s'hi pot accedir a través de diferents llocs (per exemple, des de Winkl, prop de Bischofswiesen). Una altra manera és arribar a la propera Karkopf. Al sud-est del cim, a uns 1.300 sobre el nivell del mar, hi ha la Steinerne Agnes.